# Rätan
Rätan is een plaats in de gemeente Berg in het landschap Jämtland en de provincie Jämtlands län in Zweden. De plaats heeft 197 inwoners (2005) en een oppervlakte van 78 hectare. De plaats ligt aan het meer Rätanssjön. De dichtstbijzijnde stad is Östersund, dat ongeveer 100 kilometer ten noorden van de plaats ligt.